# Емільцин
Емільцин (пол. Emilcin) — село в Польщі, у гміні Ополе-Любельське Опольського повіту Люблінського воєводства.
Населення — 221 особа (2011).

## Демографія
Демографічна структура станом на 31 березня 2011 року:
|          | Загалом | Допрацездатний вік | Працездатний вік | Постпрацездатний вік |
| -------- | ------- | ------------------ | ---------------- | -------------------- |
| Чоловіки | 101     | 24                 | 66               | 11                   |
| Жінки    | 120     | 30                 | 59               | 31                   |
| Разом    | 221     | 54                 | 125              | 42                   |